# 대한민국 상법 제543조
대한민국 상법 제543조는 정관의 작성, 절대적 기재사항에 대한 상법 회사법의 조문이다.

## 조문
제543조(정관의 작성, 절대적 기재사항) ① 유한회사를 설립함에는 사원이 정관을 작성하여야 한다.

② 정관에는 다음의 사항을 기재하고 각 사원이 기명날인 또는 서명하여야 한다. 

2. 자본금의 총액

3. 출자1좌의 금액

4. 각 사원의 출자좌수

5. 본점의 소재지

③ 제292조의 규정은 유한회사에 준용한다.